# Marcel Chadeigne
Alexis Marcel Félicien Chadeigne, né à Paris 18e le 2 janvier 1876 et mort le 2 janvier 1926 à Paris 16e, est un pianiste et compositeur français.

## Biographie
Fils du compositeur Félicien Chadeigne, il fut l'élève de Charles de Bériot au Conservatoire de Paris où il devient l'ami et le condisciple de Ravel et de Ricardo Viñes. Après avoir remporté un premier prix de piano en 1895 puis un second prix d'accompagnement au piano en 1899, Marcel Chadeigne devient pianiste, chef de chant (1901-1904), puis sous-chef et chef de chœur à l'Opéra de Paris (1909-1925), professeur de piano à la Schola et professeur de solfège au Conservatoire en 1919, poste dont il démissionnera en décembre 1924 pour  raison de santé.
Mort un an plus tard le jour de son cinquantième anniversaire, Marcel Chadeigne est inhumé dans la plus stricte intimité.

### Carrière
En dehors de quelques transcriptions pour piano d'œuvres pour orchestre, on ne connait pas de créations originales de Marcel Chadeigne ou, du moins, elles n'ont pas été conservées. Entre 1895 et 1925, il a partagé son temps entre une carrière de concertiste, de maître de chant à l'Opéra, de professeur de solfège au Conservatoire et de membre de jury dans des concours de piano.
En tant que pianiste, il est surtout connu pour ses interprétations d'œuvres d'Emmanuel Chabrier, de Maurice Ravel et surtout de Claude Debussy qui aimait « le style persuasif et l'intelligente musicalité » de son interprète. C'est lui qui créa la Vocalise-étude en forme de habanera de Maurice Ravel le 22 février 1919, salle de la Société des concerts (ancien conservatoire), avec la chanteuse Magdeleine Greslé.

### Vie privée
Son épouse, Camille Mouveau, sœur du décorateur Georges Mouveau, fut cantatrice à l'Opéra, a mené une carrière de contralto en s'accompagnant parfois de son mari sur scène.
Leur fille Odette (1902-2002) fut également chanteuse lyrique sous le nom de Mlle Chadeigne.
Il est le grand-père du compositeur Alain Bernaud.

## Distinctions
- Officier d'Académie (arrêté ministériel du 3 janvier 1904)[15]